# روبن سترونج
روبن سترونج (بالإنجليزية: Robin Strong)‏ هو لاعب دوري الرغبي نيوزيلندي، ولد في 9 فبراير 1944.